# 松本健郎
松本 健郎（まつもと たけお、1960年10月6日 - ）は、日本の生体工学者。学位は、工学博士。名古屋大学大学院工学研究科教授。元日本機械学会バイオエンジニアリング部門長。

## 人物・経歴
札幌市出身。1983年東京大学工学部精密機械工学科卒業。1985年東京大学大学院工学系研究科精密機械工学専攻修士課程修了。1988年北海道大学大学院工学研究科生体工学専攻博士課程修了、工学博士、北海道大学応用電気研究所助手。1993年東北大学工学部機械電子工学科助手。同年東北大学工学部機械電子工学科講師。1996年東北大学工学部機械電子工学科助教授。1997年東北大学大学院工学研究科機械電子工学専攻助教授。2002年名古屋工業大学大学院工学研究科生産システム工学専攻教授。2003年名古屋工業大学大学院工学研究科おもひ領域教授。2009年日本機械学会バイオエンジニアリング副部門長。2010年日本機械学会バイオエンジニアリング部門長。2011年日本バイオレオロジー学会理事。2012年ライフサポート学会理事。2016年田中英一の後任として名古屋大学大学院工学研究科機械理工学専攻バイオメカニクス研究グループの教授に着任。同年日本生体医工学会理事。2017年名古屋大学大学院工学研究科機械システム工学専攻教授、日本学術会議連携会員。2023年日本学術会議会員。2児の父。

## 受賞
- 1994年日本機械学会バイオエンジニアリング部門瀬口賞[1]
- 1998年日本機械学会賞（論文）[1]
- 1998年日本機械学会賞（論文）[1]
- 2000年Outstanding Paper Award, 10th International Conference on Biomedical Engineering[1]
- 2000年日本機械学会賞（論文）[1]
- 2001年Award for Best Poster in the Category Cell and Molecular Mechanics, 2001 Summer Bioengineering Conference[1]
- 2002年Microstrain Award, American Society of Biomechanics [1]
- 2002年日本エム・イー学会荻野賞[1]
- 2003年日本機械学会賞 (論文) [1]
- 2005年日本機械学会賞 (論文) [1]
- 2009年日本機械学会フェロー[1]
- 2010年日本機械学会賞（論文）[1]
- 2013年Papers of the Year, Journal of Biomechanical Science and Engineering[1]
- 2013年Graphics of the Year, Journal of Biomechanical Science and Engineering[1]
- 2013年日本機械学会バイオエンジニアリング部門業績賞[1]
- 2014年ライフサポート学会論文賞[1]
- 2017年日本機械学会創立120周年記念功労者表彰[1]
- 2017年Papers of the Year, Journal of Biomechanical Science and Engineering[1]
- 2017年Graphics of the Year, Journal of Biomechanical Science and Engineering[1]
- 2021年日本機械学会東海支部特別功労賞[1]
- 2023年日本機械学会バイオエンジニアリング部門功績賞[1]